# Tangquan, Hebei
Tangquan (kinesiska: 汤泉满族乡, 汤泉) är en socken i Kina. Den ligger i provinsen Hebei, i den norra delen av landet, omkring 120 kilometer öster om huvudstaden Peking. Antalet invånare är 8 758. Befolkningen består av 4 376 kvinnor och 4 382 män. Barn under 15 år utgör 20,0 %, vuxna 15-64 år 72 %, och äldre över 65 år 7,0 %.
Genomsnittlig årsnederbörd är 880 millimeter. Den regnigaste månaden är juli, med i genomsnitt 246 mm nederbörd, och den torraste är januari, med 2 mm nederbörd.